# نشم جزري
نشم جزري (الاسم العلمي:Grewia insularis) هو نوع من النباتات يتبع جنس النشم من الفصيلة الخبازية.